# Oliver Bertels
Oliver Bertels (* 1980 in Hamburg) ist ein deutscher Racquetballspieler und Fliesenleger.

## Leben
Bertels machte 1997 den Hauptschulabschluss am Gymnasium Marienthal und begann danach eine Lehre. Er ist seit 1997 als Racquetballspieler tätig und wurde 2020 zum Spieler des Jahres gekürt. Bertels galt zeitweise als stärkster Spieler Deutschlands.
Bertels wohnt in Hamburg-Jenfeld.

## Auszeichnungen
- 2. Platz Deutsche Meisterschaft (Herren Einzel) 1996
- 3. Platz Deutsche Meisterschaft (Herren Einzel) 2003
- 1. Platz Deutsche Meisterschaft (Herren Doppel) 2002
- 3. Platz Deutsche Meisterschaft (Herren Doppel) 2002
- 2. Platz 2007 European Racquetball Championships (Team)
- Gewinner 2015 European Racquetball Championships (Einzel)
- Gewinner 2015 European Racquetball Championships (Doppel mit A. Schmitt)
- Gewinner 2020 Deutsche Meisterschaft (Herren Einzel)[3]